# Белов, Александр Иванович (экономист)
Александр Иванович Белов (1914—1975) — советский экономист, ректор Алма-Атинского института народного хозяйства (1963—1975).

## Биография
Родился в семье крестьянина-бедняка села Семиозёрное (ныне — Костанайской области).
Трудовую деятельность начал в 1931 году, поступив в колхоз по месту рождения. В 1931 году окончил школу крестьянской молодёжи, в 1932 году — рабфак.
В 1937 году окончил Казахский государственный сельскохозяйственный институт, в 1942 году — физико-математический факультет Казахского государственного университета, в 1943 году — Высший военно-педагогический институт Красной Армии. В 1952 году защитил диссертацию на степень кандидата экономических наук.
С 1937 года по 1942 год работал преподавателем курса «Экономика, организация и планирование сельскохозяйственного производства» в техникумах. В 1942—1946 годах офицер Красной Армии, участник Великой Отечественной войны. Член ВКП(б) с июля 1942 года.
В 1946—1954 годах работал в аппарате ЦК КП Казахстана инструктором сельскохозяйственного отдела, а затем заместителем заведующего отделом науки и вузов. В 1954—1957 годах, в период массового освоения целины, был вторым секретарём Акмолинского (Целиноградского) обкома партии.
С 1957 года по 1963 год работал директором Казахского НИИ экономики и организации сельского хозяйства. На протяжении 12 лет, с 1963 года, занимал пост ректора Алма-Атинского института народного хозяйства. В 1958 году присвоено учёное звание «старший научный сотрудник», в 1965 году — «доцент» и в 1968 году — утверждён ВАК в учёном звании профессора. В 1972 г. присвоено почётное звание «Заслуженный работник высшей школы Казахской ССР».
Печатные труды в основном, как и научно-педагогическая деятельность посвящены проблемам экономики, организации и планирования сельского хозяйства. С 1946 года опубликовал 86 научных работ общим объёмом примерно 170 печатных листов, в том числе монографические: «Математико-экономические расчеты в сельском хозяйстве», (Наука, 1965); «Справочник работника сельскохозяйственного производства» (Кайнар, 1967) и другие.
За боевые и трудовые заслуги награждён 3 орденами (в том числе орденом Ленина) и 7 медалями.
Начиная с 1954 года, постоянно избирался депутатом местных Советов (областного, городского и районного депутатов трудящихся), а также членом пленума и бюро обкома и райкомов партии.
Скончался 12 апреля 1975 года, похоронен на Центральном кладбище Алма-Аты.